# Pamela A. Roby
Pamela Ann Roby (* 17. November 1942 in Milwaukee) ist eine US-amerikanische Soziologin und emeritierte Professorin an der University of California, Santa Cruz. 1996/97 amtierte sie als Präsidentin der Society for the Study of Social Problems.

## Leben
Pamela Ann Roby empfand ihre Herkunftsfamilien als soziale Absteiger aus der weißen Mittelschicht, in der zudem Frauen an der Ausübung eines Berufs neben der Familienarbeit gehindert wurden. Roby machte einen Bachelor-Abschluss an der University of Denver, das Master-Examen an der Syracuse University und wurde 1971 bei Seymour M. Miller an der New York University zur Ph.D. promoviert. 
Roby begann ihre Lehrtätigkeit an der George Washington University und an der Brandeis University. Sie wechselte 1973 an die University of California, Santa Cruz und wurde dort Professorin. Von 1998 bis 2001 war sie Dekanin des Department of Sociology. Sie war von 1975 bis 1978 Beiratsmitglied der American Sociological Association (ASA) und von 1978 bis 1980 Präsidentin der feministischen Organisation Sociologists for Women in Society (SWS), sie wurde 1976 als erste Frau in den Vorstand der International Sociological Association gewählt. 
Ihre Arbeitsgebiete sind Frauenforschung, Gender Studies, Bildungssoziologie und Soziologie der Gefühle.

## Schriften (Auswahl)
- Creating a just world. Leadership for the twenty-first century. Rational Island Publishers, Seattle 1998, ISBN 1885357745.
- Becoming an Active Feminist Academic. Gender, Class, Race, and Intelligence, in: Ann Goetting, Sarah Fenstermaker (Hrsg.): Individual voices, collective visions : fifty years of women in sociology. Philadelphia : Temple University Press, 1995, S. 319–339
- Women in the workplace. Proposals for research and policy concerning the conditions of women in industrial and service jobs. Schenkman Pub. Co., Cambridge (Mass.) 1981, ISBN 0870731726.
- (Hrsg.): The Poverty establishment. Englewood Cliffs (N.J.) : Prentice-Hall, 1974
- (Hrsg.): Child Care - Who Cares? Foreign and Domestic Infant and Early Childhood Development Policies. Basic Books, New York 1973
- Mit Seymour Michael Miller: The future of inequality. Basic Books, New York 1970, ISBN 0465025919.